# 空中介面
空中介面（air interface）是一種用于行動裝置傳輸的通信鏈路，透過無線通讯以連結行動電話终端用户或基地台。在GSM/UMTS中，各種形式的UTRA標準即為空中介面，也就是一種存取模式 。
空中介面同時涉及了OSI模型中的實體層與資料連結層。

## 實體層
空中接口的實體連結通常基於無線電。這通常是在現用的基站與移動台之間的點對點鏈接。諸如机会驱动多重接取（ODMA）之類的技術可能具有設備該充當哪些角色的靈活性。某些類型的無線連接具有廣播或多播的能力。
多重鏈路可以通過FDMA、TDMA或SDMA在有限的頻譜中創建。一些先進的傳輸多路復用技術結合了分頻和分時方法，如OFDM或CDMA。在蜂巢式電話通信中，空中接口是蜂巢式電話機或無線數據機（通常為便攜式或移動式）與活動基站之間電路的无线电频率部分。當用戶從系統中的一個細胞(cell)移到另一個細胞時，現用基站會定期更改。每次切換稱為換手(handoff)。以「倒F型天線(IFA)」作為手機接口媒介。在無線電和電子設備中，天線是一種電氣設備，能夠將電能轉換成無線電波，反之亦然。它通常與無線電發射機或無線電接收機一起使用。在傳輸過程中，無線電發射機向天線的端子提供以射頻(即高頻交流電)方式振盪的電流，天線將電流中的能量以電磁波(無線電波)的形式輻射出去。天線會把無線電波聚焦在一定的方向上，通常稱作主要方向。也因為如此，在其他方向上所發射的能量會比較少。在給定方向上的天線增益通常是以各向同性天線為參考基準，各向同性天線是在所有方向上均等地發射輻射的天線。天線增益是以功率最大的方向上的功率除以相同總功率的各向同性天線所發射的功率。在這種情況下，天線增益（Gi）通常以dBi或是decibels over isotropic來表示。

## 資料鏈結層
空中接口中的數據鏈路層通常比其他OSI術語中簡單的媒體存取控制（MAC）和邏輯鏈路控制（LLC）子層劃分得更細。儘管MAC子層通常不會修改，但根據標準，LLC子層又分為兩個或更多附加子層。常見的子層包括：
- 無線電鏈路控制
- 分組數據匯聚協議
- 無線電資源控制